# Epicoma melanospila
Epicoma melanospila är en fjärilsart som beskrevs av Walker. Epicoma melanospila ingår i släktet Epicoma och familjen tandspinnare. Inga underarter finns listade i Catalogue of Life.

## Bildgalleri

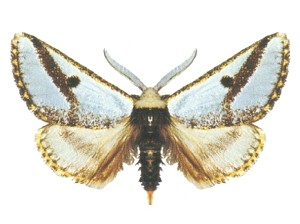